# بخش جلگه سنخواست
بخش جلگه سنخواست یکی از بخش‌های شهرستان جاجرم در استان خراسان شمالی ایران است.

## تقسیمات کشوری
- بخش جلگه سنخواست
  - دهستان چهارده سنخواست
  - دهستان دربند

شهرها: سنخواست

## جمعیت
بنابر سرشماری مرکز آمار ایران، جمعیت بخش جلگه سنخواست شهرستان جاجرم در سال ۱۳۸۵ برابر با ۷۹۰۱ نفر بوده‌است.